# SCHÖMA

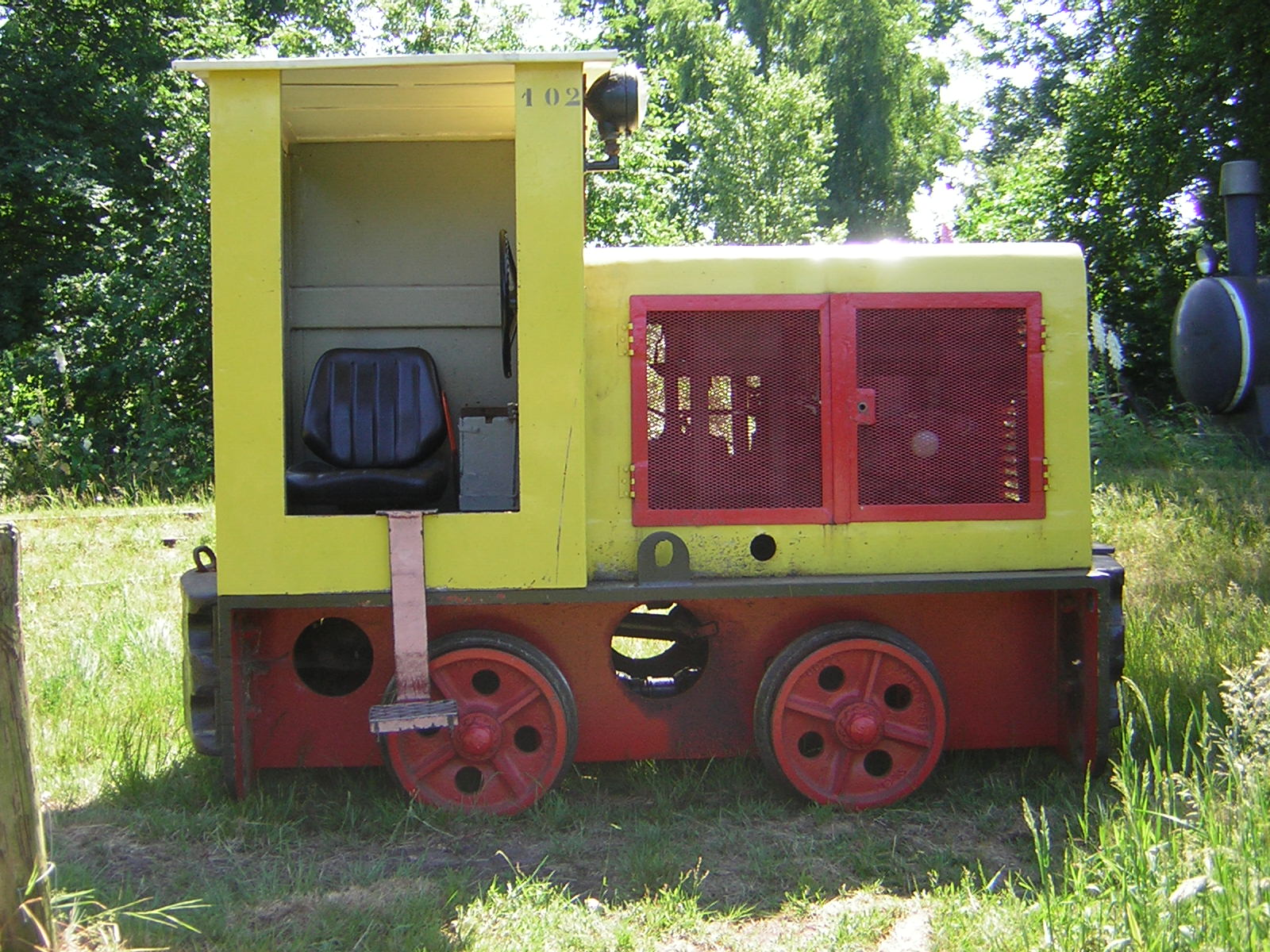
Schöma CHL 20

SCHÖMA is een van de bekendste veldspoorfabrikanten in Duitsland. De firma is gevestigd in Diepholz. Heden ten dage maakt SCHÖMA hoofdzakelijk tunnellocomotieven. Daarnaast maakt het bedrijf rangeerlocomotieven en locomotieven voor museum- en eilandspoorwegen. Op de dag van het 75-jarige jubileum werd de 6000-ste locomotief afgeleverd.

## Geschiedenis
Christoph Schöttler richtte in 1930, nadat hij na een meningsverschil uit de Diepholzer Maschinenfabrik Fritz Schöttler, kortweg DIEMA, gestapt was, een machinefabriek op. Deze noemde hij Christoph Schöttler Maschinenfabrik GmbH. Hij vestigde zich op een voormalig DIEMA-terrein in Diepholz. Hij gebruikte de afkorting SCHÖMAG dat een paar jaar later werd vervangen door SCHÖMA.
In het begin maakte het bedrijf voornamelijk landbouwmachines, maar begon al snel railvoertuigen te maken. Schöma werd al snel een van de belangrijkste producenten van veldspoor-, mijn- en smalspoorlocomotieven. Het levert niet alleen veldspoorlocomotieven, maar ook smalspoorlocomotieven voor de personen- en goederentreinen op de Duitse Waddeneilanden Borkum (Borkumer Kleinbahn), Langeoog en Wangerooge.

## Fotogalerij

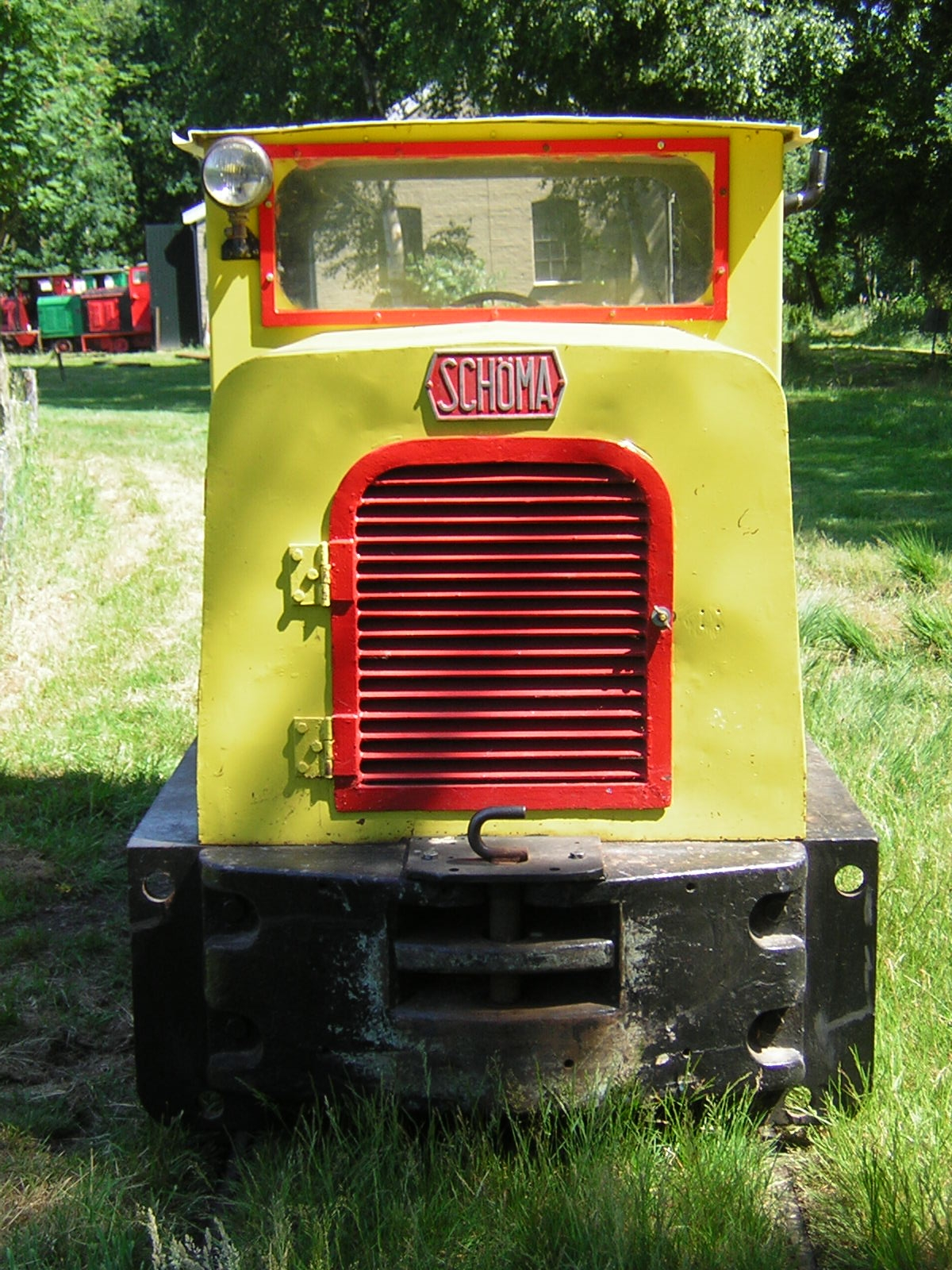
Front van Schöma CHL 20
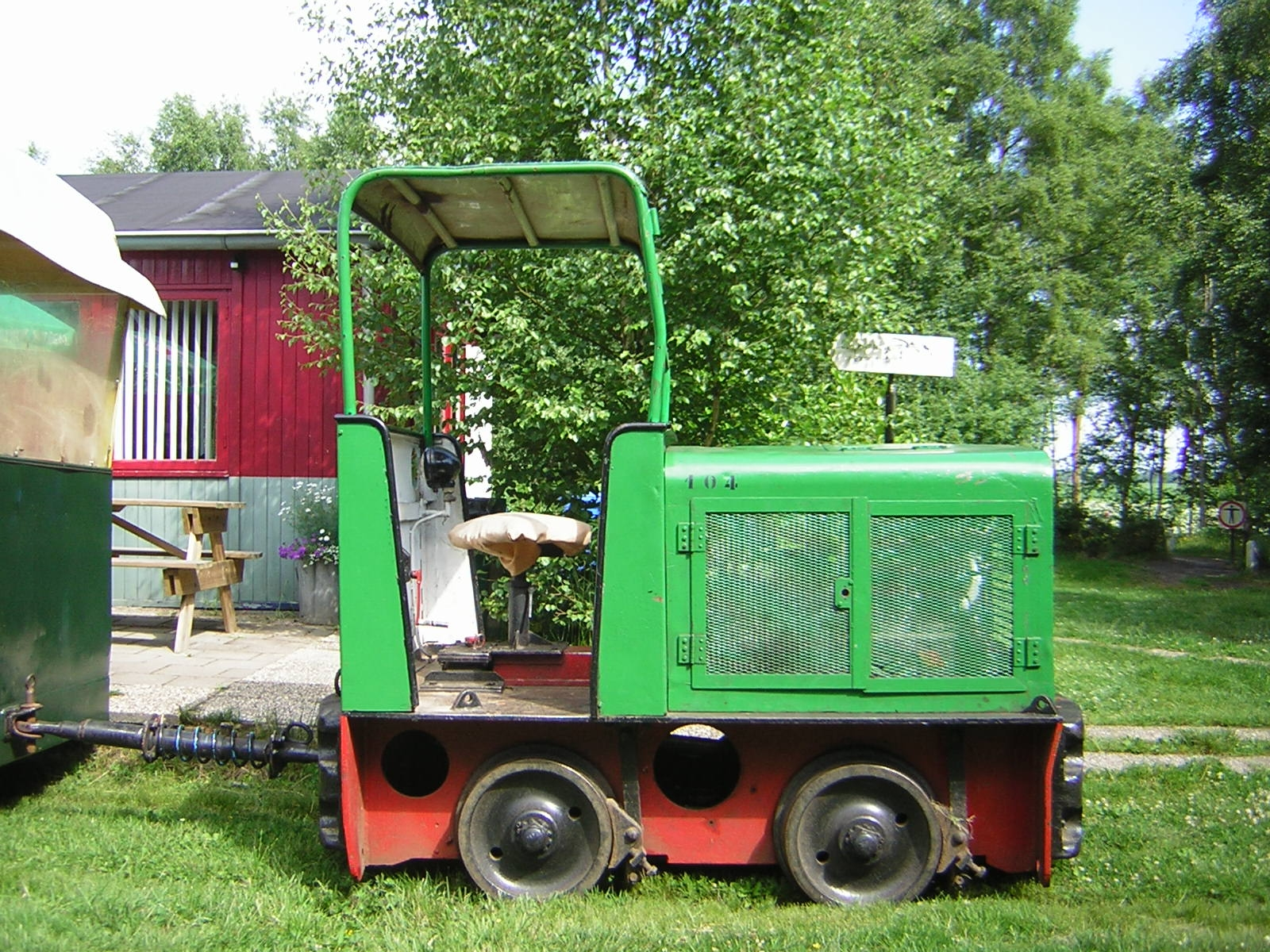
Schöma CHL 14G
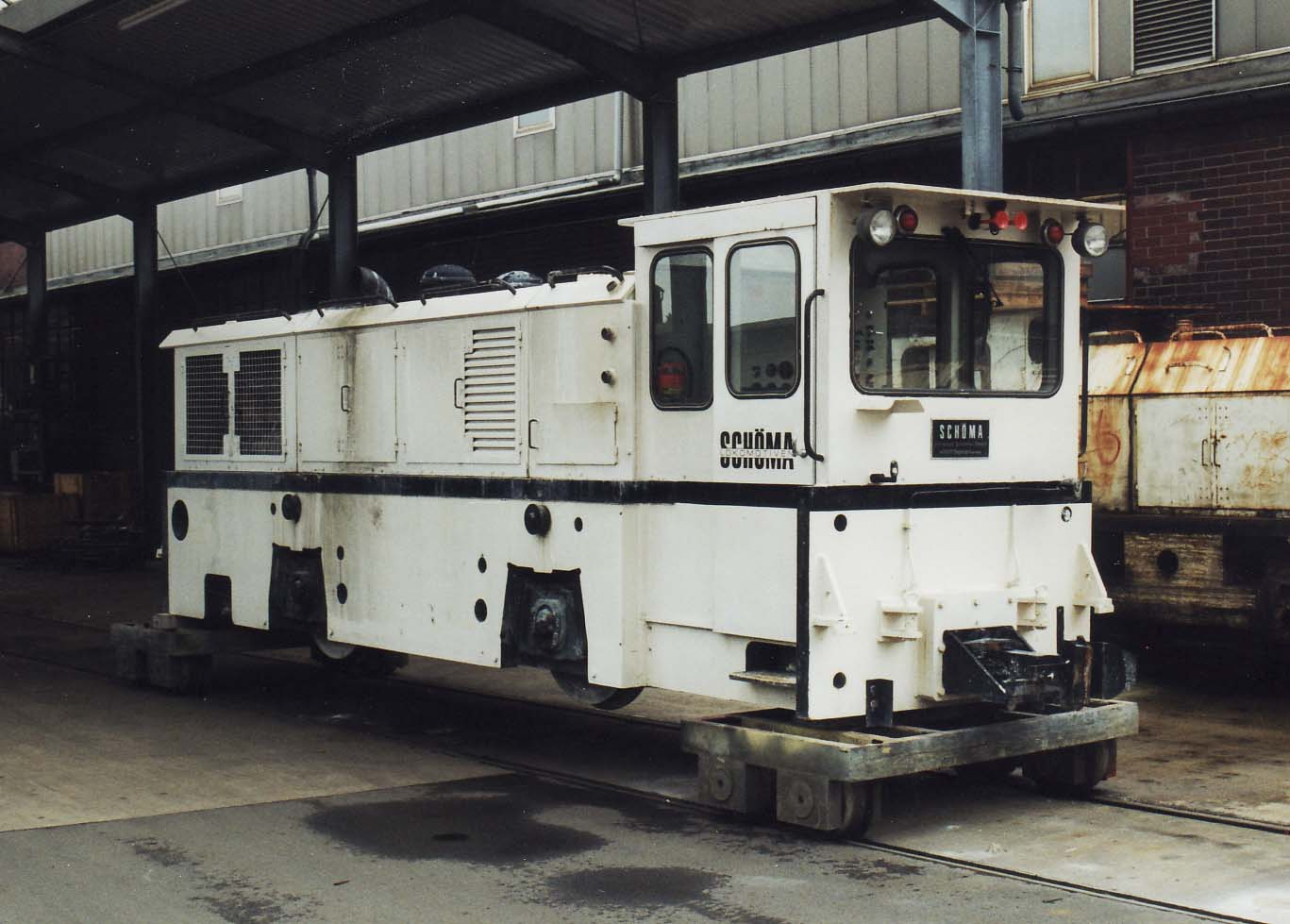
Tunnellocomotief van Schöma
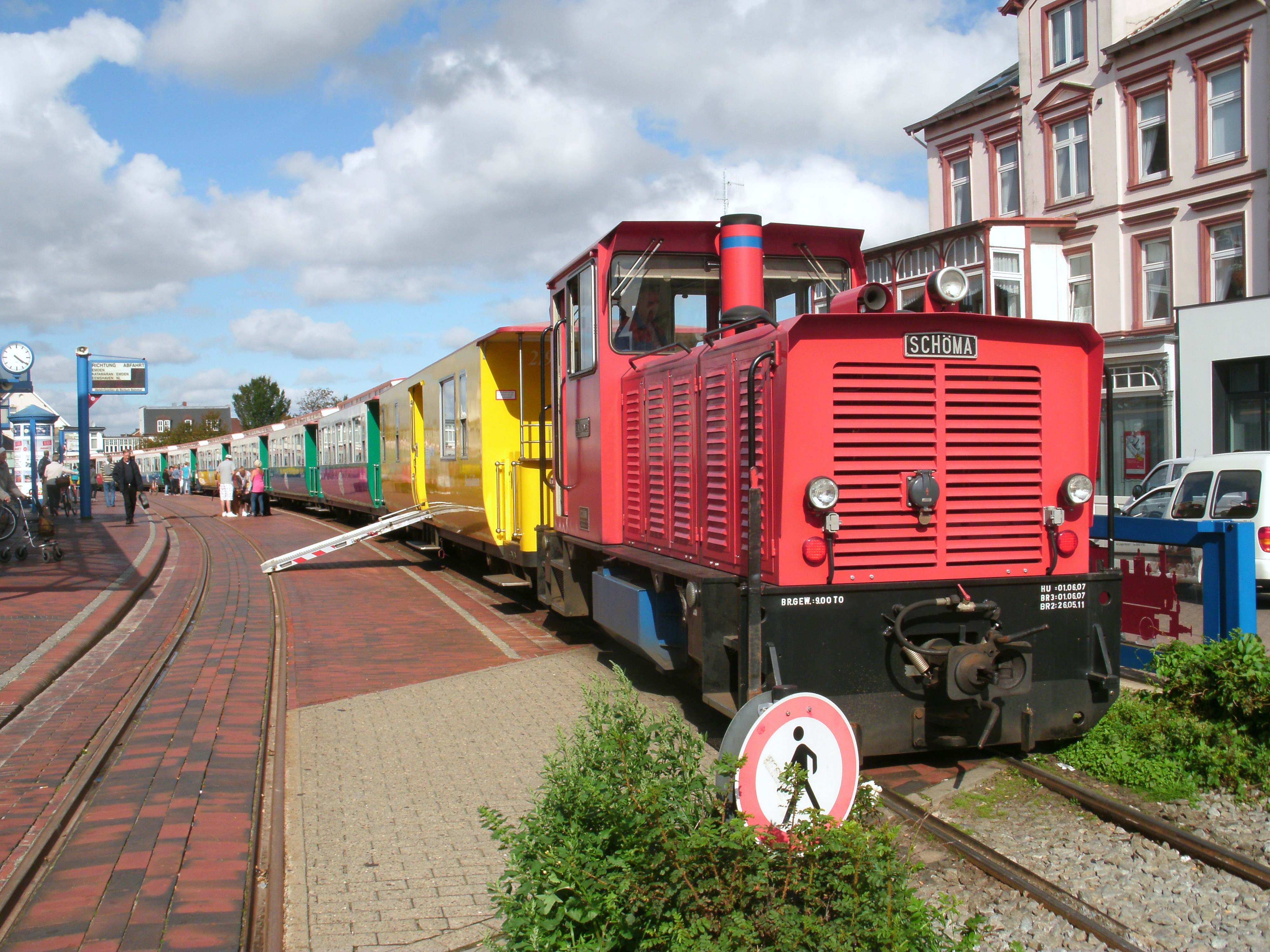
Locomotief van Schöma voor personentrein op Borkum